# Beamte des Königreichs Jerusalem
Im Königreich Jerusalem gab es sechs wesentliche Ämter: der Konstabler, der Marschall, der Seneschall, der Kämmerer, der Mundschenk und der Kanzler. Die ersten vier bildeten die großen Ämter. Zeitweise gab es noch Baillis, Vizegrafen, und Kastellane. Im Wesentlichen entstammten diese Ämter dem nordfranzösischen Feudalismus des 11. Jahrhunderts, der Heimat des Kreuzritteradels von Outremer. Während sie sich in Frankreich und England zur gleichen Zeit weiterentwickelten, geschah dies nicht im Königreich Jerusalem, wo ihre Entwicklung beinahe zum Stillstand kam. Deshalb unterschieden sich Inhalte und Funktionen der Ämter bald von denen der Herkunftsländer der Kreuzritter, wobei die Ämterstruktur des Kreuzfahrerstaates im Vergleich zu den moderneren europäischen Monarchien archaisch wirkte.
Die folgende Liste ist nicht vollständig, zumal Namen und Daten der Beamten zum Teil nicht bekannt sind.

## Konstabler
Der Konstabler kommandierte die Armee, bezahlte Söldner und richtete in Rechtsfällen, die das Militär betrafen. Er war der wichtigste Beamte eines Reichs, das sich fast ständig im Kriegszustand befand.
- Simon (vor 1108 – nach 1115)
- Hugo Caulis (um 1120)
- Eustach I. Garnier (1123)
- Wilhelm I. von Bures (1123–1142)
- Manasses von Hierges (1142–1152)
- Humfried II. von Toron (1152–1179)
- Amalrich von Lusignan (1179–1194)
- Johann von Ibelin (1194–1200)
- Walter von Montbéliard (1206–1211)
- Odo von Montbéliard (1220–1244)
- Philipp von Montfort (um 1244)
- Johann von Ibelin (1251–1258)
- Wilhelm von Botron (1258–1262)
- Balian von Ibelin (1268–1277)
- Richard von Neublans (ab 1277)
- Simon von Montolif (um 1284?)
- Balduin von Ibelin (um 1286)
- Amalrich von Tyrus (1289–1291)

## Marschall
Der Marschall war dem Konstabler untergeordnet und offensichtlich auch dessen Vasall. Er führte die Söldner und kümmerte sich um die Pferde der Armee (den Marstall) und verteilte die Beute aus einer siegreichen Schlacht. Das Amt hatte wenig Bedeutung.
- Sado (1125–1154)
- Odo von St. Amand (1155–1156)
- Joscelin III. von Edessa (1156–1159)
- Wilhelm (1159–1171)
- Gerhard von Pugi (1169–1174)
- Johann (um 1179)
- Gérard de Ridefort (um 1179)
- Walter Durus (1185–1192)
- Hugo Martin (um 1191)
- Arnulf (um 1193)
- Johann (1194–1200)
- Aymar de Lairon (um 1206–1216)
- Jakob von Dournai (1211–1217)
- Philipp von Cossie (um 1250)
- Gottfried von Sargines (um 1254)
- Johann von Gibelet (1259–1262)
- Wilhelm Canet (1269–1273)
- Jakob Vidal (um 1277)

## Seneschall
Der Seneschall war in Jerusalem weniger wichtig als in Europa. Der Seneschall richtete die Krönungszeremonie aus und überwachte den Haute Cour in Abwesenheit des Königs. Er beaufsichtigte die königlichen Burgen und organisierte die königlichen Finanzen. Er sammelte auch die königlichen Steuern ein.
- Hugo von St. Omer (um 1100–1104)
- Gervaise von Bazoches (um 1104)
- Hugo Chostard (um 1112)
- Anscherius (um 1122?)
- Isaak (um 1149)
- Johann (um 1151)
- Guido der Franzose (um 1164)
- Miles von Plancy (um 1168–1171)
- Ralph (um 1176)
- Joscelin III. von Edessa (1176–1190)
- Obertus Nepos (1187–1192?)
- Rudolf von Tiberias (1194–1219)
- Raimund von Gibelet (um 1240)
- Balduin von Ibelin (um 1256)
- Gottfried von Sargines (1254–1269)
- Robert von Cresque (um 1269)
- Olivier de Termes (1269)
- Johann von Grailly (1272–1278)
- Odo Poilechien (1278–1286)
- Balduin von Ibelin

## Kämmerer
Der Kämmerer war mit dem königlichen Haushalt und seinen Dienern befasst, hatte darüber hinaus weitere ehrenvolle Pflichten, wie die Abnahme von Gelübden. Er hatte sein eigenes Lehen, aus dem er sein Gehalt bezog.
- Strabulon (um 1099)
- Gottfried (um 1099)
- Gerhard (1108–1115)
- Johann (1119–1128)
- Ralph (1129–1130)
- Joscelin (um 1138)
- Miles (um 1138)
- Nikolaus (1150–1152)
- Gauvain von La Roche (um 1156)
- Gerhard von Pugi (um 1169)
- Amalrich von Lusignan (1175–1178)
- Johann (um 1179)
- Raimund (um 1184)
- Balian von Jaffa (1183–1185)
- Thomas (1190–1197)
- Heinrich von Canelli (um 1192)
- Johann (um 1194)
- Rohard von Kaiphas (1201–1220)
- Rainald von Kaiphas (1229–1232)
- Johann von Cossie (1232–1250)
- Philipp von Cossie (1250–1269)

## Mundschenk
Die Pflichten des Mundschenks sind nicht bekannt, es scheint sogar so zu sein, dass das Amt den Wegzug aus Jerusalem nach Akkon nicht überstanden hat.
- Winrich (um 1099)
- Gervais (um 1107)
- Pagan (um 1120–1136)
- Robert Crispin (1145–1146)
- Odo von St. Amand (1164–1167)
- Miles (1185–1186)

## Kanzler
Die Kanzlei ist ein interessantes Beispiel für die Versteinerung der Ämter im 11. Jahrhundert. Sie bestand aus nur wenigen Sekretären und Schreibern und wurde nie eine große Verwaltung, wie in Europa. Kanzler waren oft Kleriker, wurden oft Bischöfe oder Erzbischöfe, behielten dabei manchmal ihr Amt als Kanzler bei. Die vergleichsweise Unwichtigkeit des Kanzlers spiegelt die relative Dezentralisierung der königlichen Autorität verglichen mit Staaten wie Frankreich oder England wider, die zur gleichen Zeit immer mehr zentrale Autorität entwickelten.
- Arnold
- Pagan (1115–1128)
- Amelinus (um 1130)
- Franco (1133–1135?)
- Helias (1136–1142)
- Radulf, Bischof von Bethlehem (1146–1174)
- Friedrich, Bischof von Akkon (um 1150)
- Wilhelm, Erzbischof von Tyrus (1174–1183)
- Lambert (um 1177)
- Bandinus (1188–1192)
- Peter, Bischof von Tripolis (1185–1192)
- Odo (um 1190)
- Joscius, Erzbischof von Tyrus (1192–1200)
- Radulf, Bischof von Sidon (1206–1215)
- Simon, Erzbischof von Tyrus (1226–1227)
- Maregnan (um 1234)

## Bailli
Der Bailli (oder bailiff) verwaltete das Königreich in Abwesenheit des Königs oder seiner Minderjährigkeit mit den Kompetenzen eines Regenten, zum Beispiel während der Gefangenschaft Balduins II. und der Jugend und Krankheit Balduins IV. Im 13. Jahrhundert regierte der Bailli im Wesentlichen selbst wie ein König und war der mächtigste Mann im Reich, zumal die Könige üblicherweise ausländische Monarchen waren, die nicht dauernd im Nahen Osten lebten.
- Eustach I. Garnier (1123)
- Wilhelm I. von Bures (1123–1124)
- Miles von Plancy (1173)
- Raimund III. von Tripolis (1173–1177)
- Rainald von Chatillon (1177)
- Guido von Lusignan (1180–1182)
- Raimund III. von Tripolis (1182–1186)
- Johann von Ibelin (1206–1210)
- Odo von Montbéliard (1223–1227)
- Thomas von Calan (1227–1228)
- Odo von Montbéliard (1228–1240) (mit Balian von Sidon, 1229–1239, Garnier l’Aleman, 1229–1231  und Walter Penenpié, 1240)
- Johann von Ibelin (1246–1248)
- Johann Fuinon (1248–1249)
- Johann von Ibelin (1249–1254)
- Johann von Ibelin (1254–1256)
- Johann von Ibelin (1256–1258)
- Gottfried von Sargines (1259–1261)
- Balian von Ibelin (1276–1277)
- Roger von San Severino (1277–1282)
- Odo Poilechien (1282–1286)
- Balduin von Ibelin (1286–?)
- Amalrich von Lusignan (1289–1291)

## Vizegrafen und Kastellane
Die beiden Ämter wurden manchmal von einer Person wahrgenommen, manchmal von zweien. Manchmal war aber auch eines oder beide Ämter nicht besetzt. Sie wurden vom König ernannt und bewohnten den Davidsturm, ihre Aufgaben jedoch sind nicht genau bekannt. Der Vizegraf nahm wohl Aufgaben der Rechtsprechung, Verwaltung und wirtschaftlichen Nutzung der gesamten Krondomäne wahr, während der Kastellan für Verwaltungsaufgaben in der Stadtfestung Jerusalem zuständig war – vermutlich mit einem militärischen Schwerpunkt. Mit der zunehmenden Verteilung der Ländereien der Krondomäne als Lehen an Vasallen des Königreichs Jerusalem verlor das Amt des Vizegrafen an Bedeutung und verschwand anscheinend schließlich. Das Amt des Kastellans von Jerusalem wurde nach dem Verlust der Stadt an die Muslime 1187 überflüssig und nicht wieder besetzt.
- Anselm (Kastellan, um 1110)
- Pisellus (Vizegraf, 1109–1115)
- Anschetinus (Vizegraf, 1120–1132)
- Rohard der Ältere (beides?, 1135–1152)
- Arnold (Vizegraf, 1155–1181?)
- Odo von St. Amand (beides, um 1160)
- Rohard der Jüngere (beides, 1163–1177)
- Peter von Creseto (Kastellan, um 1173?)
- Balian von Jaffa (Kastellan, um April/Mai 1178)
- Peter von Creseto (Kastellan, um November 1178)
- Rohard der Jüngere (Kastellan, um 1179)
- Peter von Creseto (Kastellan, um 1181)